# Hydrazine oxydoréductase
L'hydrazine oxydoréductase est une oxydoréductase qui catalyse la réaction chimique :
N2H4 + accepteur d'électrons oxydé  {\displaystyle \rightleftharpoons }  N2 + accepteur d'électrons réduit.
Elle est présente notamment chez Candidatus Brocadia anammoxidans, qui réalise, dans un organite bactérien spécialisé appelé anammoxosome, l'oxydation anaérobie de l'ammonium NH4+ par les ions nitrite NO2− avec dégagement d'azote N2 — processus « d'anammox, » — utilisé industriellement dans certaines applications de traitement des eaux usées.